# La Belle Russe
La Belle Russe er en amerikansk stumfilm fra 1919 af Charles Brabin.

## Medvirkende
| Skuespiller         | Rolle                              |
| ------------------- | ---------------------------------- |
| Theda Bara          | Fleurette Sackton / La Belle Russe |
| Warburton Gamble    | Phillip Sackton                    |
| Marian Stewart      |                                    |
| Robert Lee Keeling  | James Sackton                      |
| William B. Davidson | Brand                              |
| Alice Wilson        |                                    |
| Robert Vivian       |                                    |
| Lewis Broughton     |                                    |